# Entre Douro e Minho

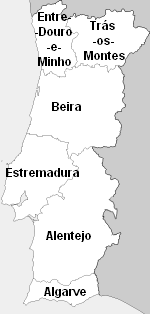
Entre-Douro-e-Minho, uma das seis províncias portuguesas durante a Idade Média

O Entre Douro e Minho foi uma província histórica de Portugal, composta pelos atuais distritos de Viana do Castelo, Braga, Porto e parte dos distritos de Aveiro, Viseu e Vila Real, no tempo da monarquia portuguesa. Esta província foi donde surgiu a nacionalidade de Portugal e possui um forte perfil e coesão identitários, em termos físicos, naturais, humanos e sociais, sendo uma nomenclatura recorrente usada por vários demógrafos para referir o Noroeste de Portugal (Minho e Douro Litoral). As suas principais cidades eram o Porto e Braga.
Foi também uma das regiões administrativas da proposta de regionalização feita no referendo de 1998 e uma das sete regiões propostas durante o século XXI.

## Composição
Distrito de Aveiro: Arouca, Castelo de Paiva, Espinho, Santa Maria da Feira.
Distrito de Braga: Amares, Barcelos, Braga, Cabeceiras de Basto, Celorico de Basto, Esposende, Fafe, Guimarães, Póvoa de Lanhoso, Terras do Bouro, Vieira do Minho, Vila Nova de Famalicão, Vila Verde.
Distrito do Porto: Amarante, Baião, Felgueiras, Gondomar, Lousada, Maia, Marco de Canaveses, Matosinhos, Paços de Ferreira, Paredes, Penafiel, Porto, Póvoa de Varzim, Santo Tirso, Valongo, Vila do Conde, Vila Nova de Gaia.
Distrito de Viana do Castelo: Arcos de Valdevez, Caminha, Melgaço, Monção, Paredes de Coura, Ponte da Barca, Ponte do Lima, Valença, Viana do Castelo, Vila Nova de Cerveira.
Distrito de Vila Real: parte do atual concelho de Montalegre, outrora pertencente ao extinto concelho de Ruivães.
Distrito de Viseu: Cinfães, Resende.
Municípios recentemente formados: Vizela (no distrito de Braga) e Trofa (no distrito do Porto). 

## História
Foi Regedor de justiça Real nesta Comarca Vasco Martins de Resende, que era do conselho do rei Afonso IV de Portugal e que foi, também, senhor da terra de Resende. 

## Ligações Externas
- Sistema de Informação para o Património Arquitetónico - Registo de Paisagem Entre o Douro e Minho
- Carta da Provincia do Minho para intelligencia das operações da Defeza projectadas em 1807 / de Thomas Norton. -  1807. - 1 mapa : manuscrito
- Mappa das fronteiras da Provincia do Minho / por Custodio José Gomes Villasboas. - 1800. - 1 mapa

1. ↑  «Topónimos escrevem-se sem hífen». Português à Letra. 12 de novembro de 2017. Consultado em 22 de março de 2024